# Clinge
Ne doit pas être confondu avec Clinger ou Clingen.

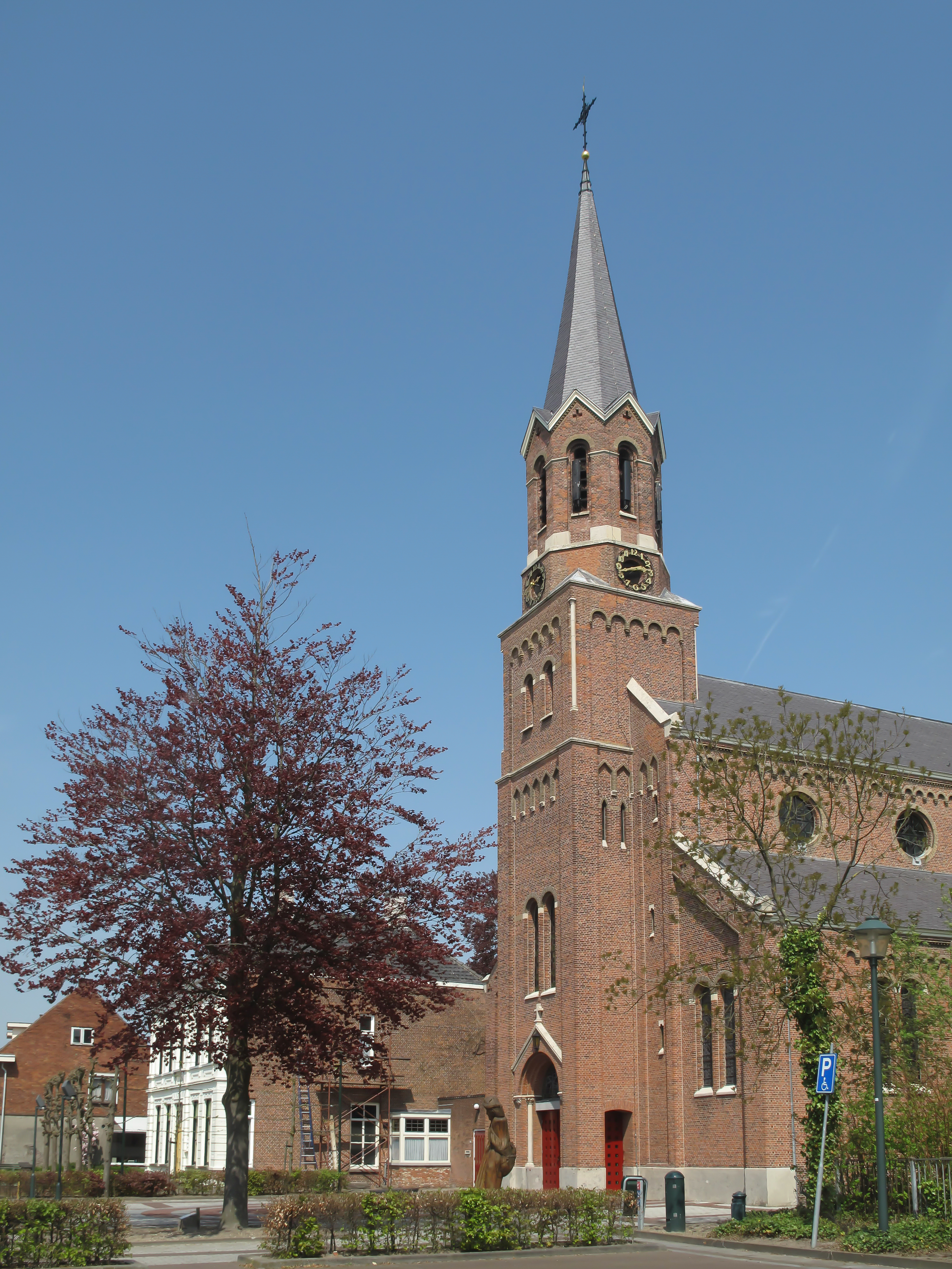
Clinge, église: de Heilige Henricuskerk

Clinge est un village appartenant à la commune néerlandaise de Hulst, situé dans la province de la Zélande, en Flandre zélandaise. En 2009, le village comptait 2 474 habitants.
Clinge forme un long village-rue, et une seule agglomération avec le village belge La Clinge (en néerlandais : De Klinge).
Clinge a été une commune indépendante jusqu'au 1er avril 1970. À cette date, la commune a été rattachée à celle de Hulst.